# セントマーガレット病院

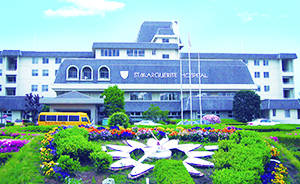
全景

セントマーガレット病院は、千葉県八千代市上高野にある医療機関。医療法人社団恵仁会が開設した病院であり、救急指定病院に指定されている。

## 沿革
「豊かな人間性」と「健康な生活」をテーマに、保健・医療・福祉の総合的なサービスを展開している。
- 1987年（昭和62年）10月 - 地域の二次中核病院として設立。

## 施設概要
- 所在地： 千葉県 八千代市 上高野450番地
- 交通： 東葉高速鉄道東葉高速線 東葉勝田台駅 、京成電鉄 勝田台駅より送迎バスで約10分。
- 敷地面積： 23,100ｍ2（約7,000坪）

## 診療科目
- 内科
- 循環器内科
- 呼吸器内科
- 神経内科
- 腎臓内科（人工透析）
- 外科
- 消化器外科
- 整形外科
- 脳神経外科
- 血管外科
- 形成外科
- 眼科
- 皮膚科
- 泌尿器科
- 婦人科
- リハビリテーション科
- 麻酔科
- 放射線科

## 併設事業所

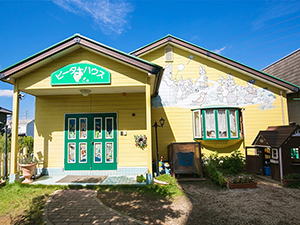
併設保育室 ピーターハウス

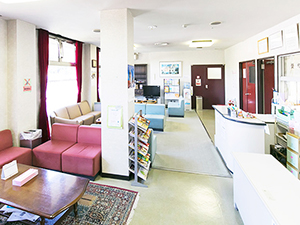
併設事業所 健康管理センター

- 健康管理センター （開設：1987年10月2日）
- 居宅介護支援事業所 （開設：2000年4月1日）
- 通所リハビリテーション （開設：2000年4月1日）
- 訪問看護ステーション （開設：2006年7月1日）
- 朝戸鍼灸治療院 （開設：2016年9月1日）

## 指定医療
- 各種保険医療機関
- 労災保険法指定医療機関
- 生活保護法指定医療機関
- 救急病院認定
- 第二次救急指定医療機関
- 原子爆弾被爆者援護法一般疾病指定医療機関
- 結核予防法指定医療機関
- 身体障害者福祉法第15条指定医師医療機関
（肢体不自由、呼吸器機能、膀胱・直腸機能、小腸機能、腎臓機能、心臓機能）
- 特定疾患治療研究事業指定医療機関
- 指定自立支援医療機関（腎臓）
- 人間ドック学会および日本病院会２日ドック指定医療機関

## 舞台・ロケ地とした作品
メディアの取材や、映画・ドラマ等のロケ地提供に協力的であり、たびたび放送されている。
- ドラマ／フジテレビ「ナースのお仕事」
- 情報／日本テレビ「特命リサーチ200X」
- ドラマ／フジテレビ「救急ハート治療室」
- 情報／テレビ朝日「100人の20世紀」
- 映画 「EDIDEN」
- ドラマ／テレビ朝日「YASHA-夜叉-」
- ドラマ／BSプレミアム「喪服のランデヴー」
- ドラマ「凍てついた夫婦」
- ドラマ／フジテレビ「神様のいたずら (テレビドラマ)」
- ＣＭ／日本公共広告機構
- 自主制作映画 「先天性恋愛症候群」
- ドラマ 火曜サスペンス劇場「臨床心理士２」
- ドラマ／フジテレビ「春らんまん」
- ドラマ／フジテレビ「薔薇の十字架」
- ドラマ／BS日本「19Boders」
- 映画 「親指探し」
- ドラマ／テレビ東京「鉄道警察官・清村公三郎」
- ドラマ／テレビ東京「鉄道警察官・清村公三郎 -瀬戸内海を渡る殺意-」
- 映画 「ピアノの話」
- ドラマ／テレビ朝日 土曜ワイド劇場「おとり捜査官・北見志穂」
- 自主制作映画「線香花火が落ちる前に」
- ＣＭ／大塚製薬 会社案内用ムービー
- 映画 「Girls Box」
- 情報／日本テレビ「ザ!世界仰天ニュース」
- ドラマ／フジテレビ「体操の時間。」
- ドラマ／テレビ朝日「マイガール (漫画)」
- 情報／テレビ東京「経済ドキュメンタリードラマ ルビコンの決断」
- ドラマ／フジテレビ「ザ・ジョーカー」
- ドラマ／テレビ朝日「外科医 須磨久善」
- ドラマ／TBS「週刊!健康カレンダー カラダのキモチ」
- 映画 「たとえば檸檬」
- ドラマ／フジテレビ「ビブリア古書堂の事件手帖 (テレビドラマ)」
- ドラマ／TBS「ブラックペアン シーズン2」